# Cratere Prandtl
Prandtl è un cratere lunare di 87,53 km situato nella parte sud-occidentale della faccia nascosta della Luna.